# Gilhac-et-Bruzac
Gilhac-et-Bruzac är en kommun i departementet Ardèche i regionen Auvergne-Rhône-Alpes i sydöstra Frankrike. Kommunen ligger  i kantonen La Voulte-sur-Rhône som ligger i arrondissementet Privas. År 2022 hade Gilhac-et-Bruzac 174 invånare.

## Befolkningsutveckling
Antalet invånare i kommunen Gilhac-et-Bruzac
Referens: INSEE

## Galleri

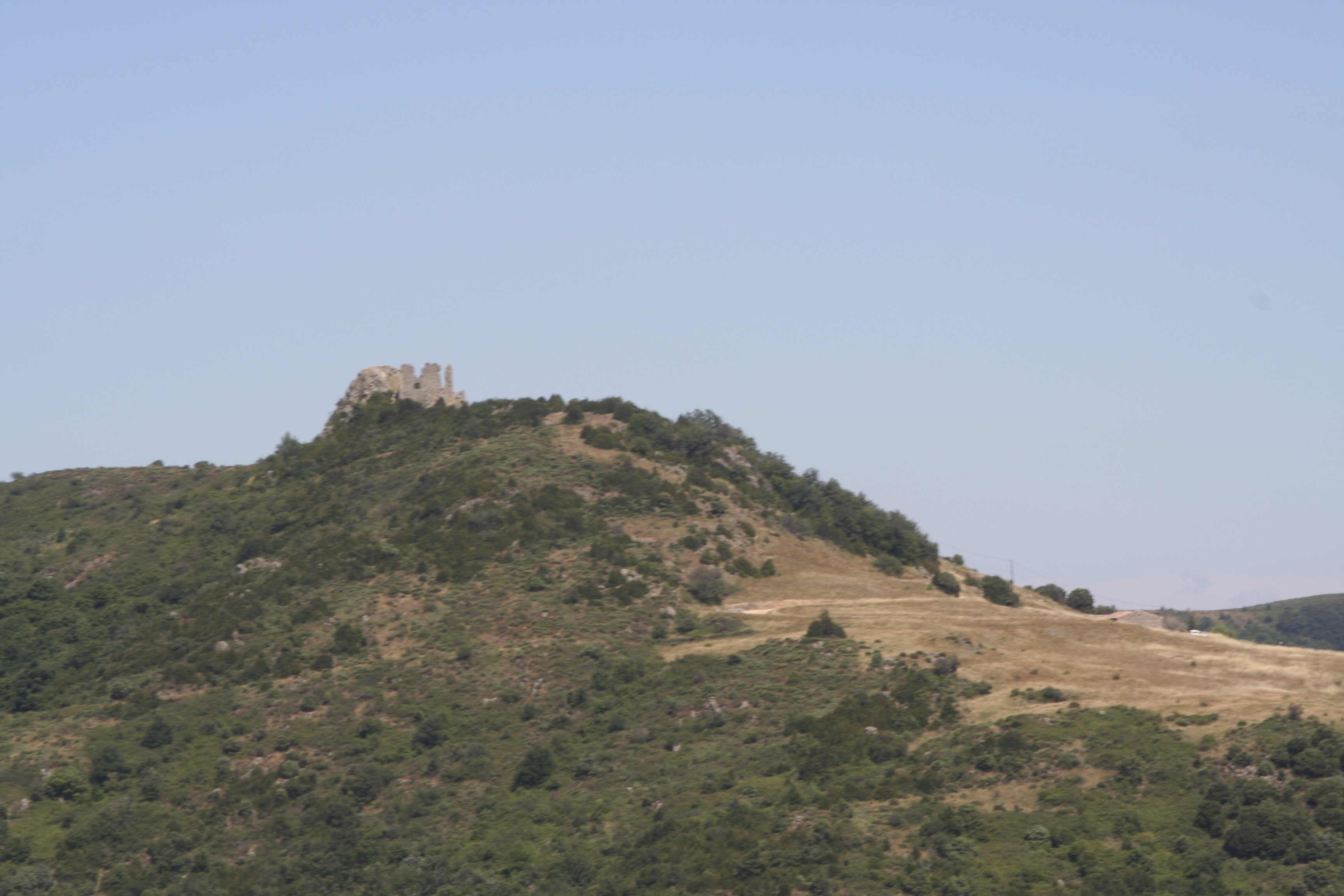
Ruinerna av château de Pierregourde
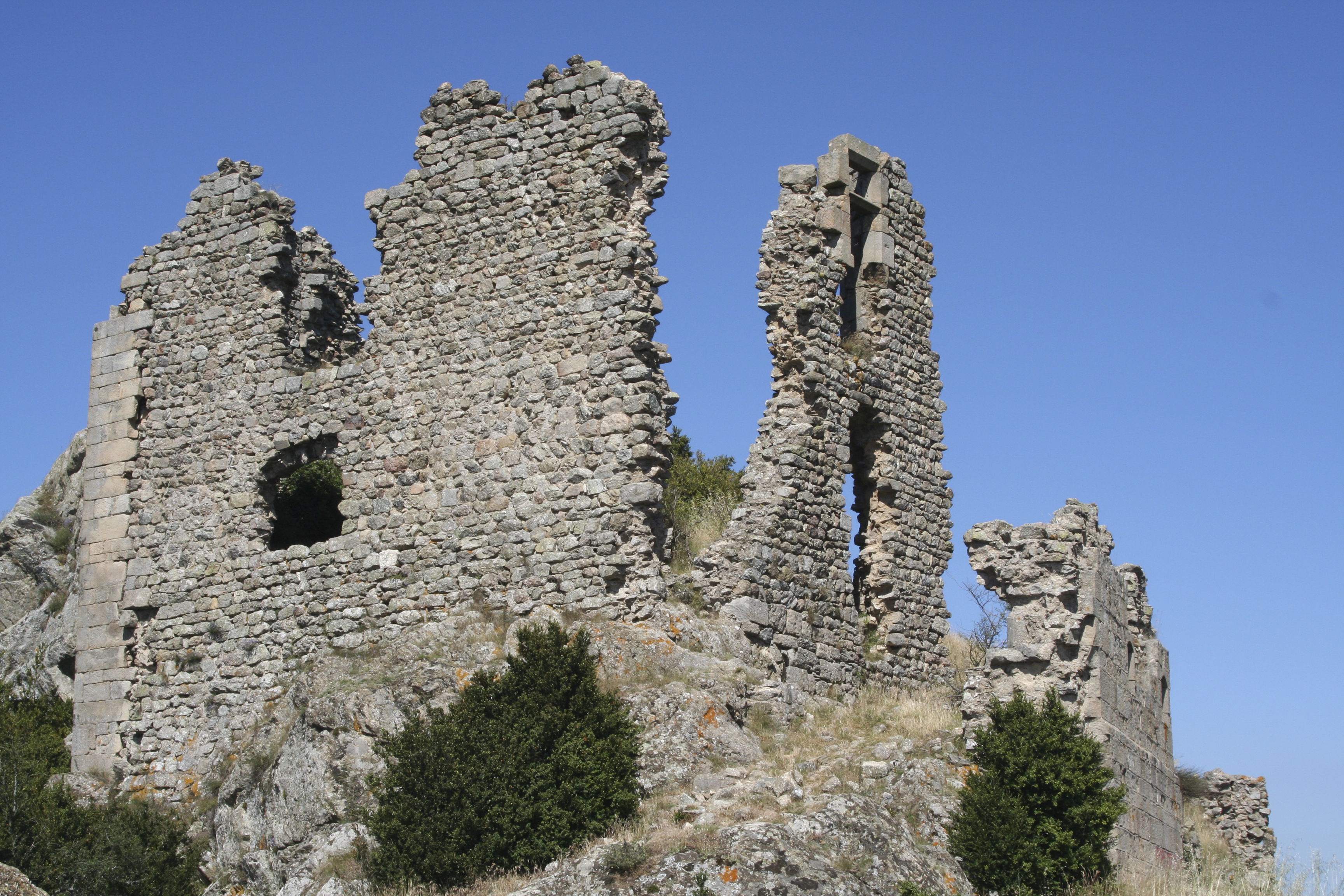
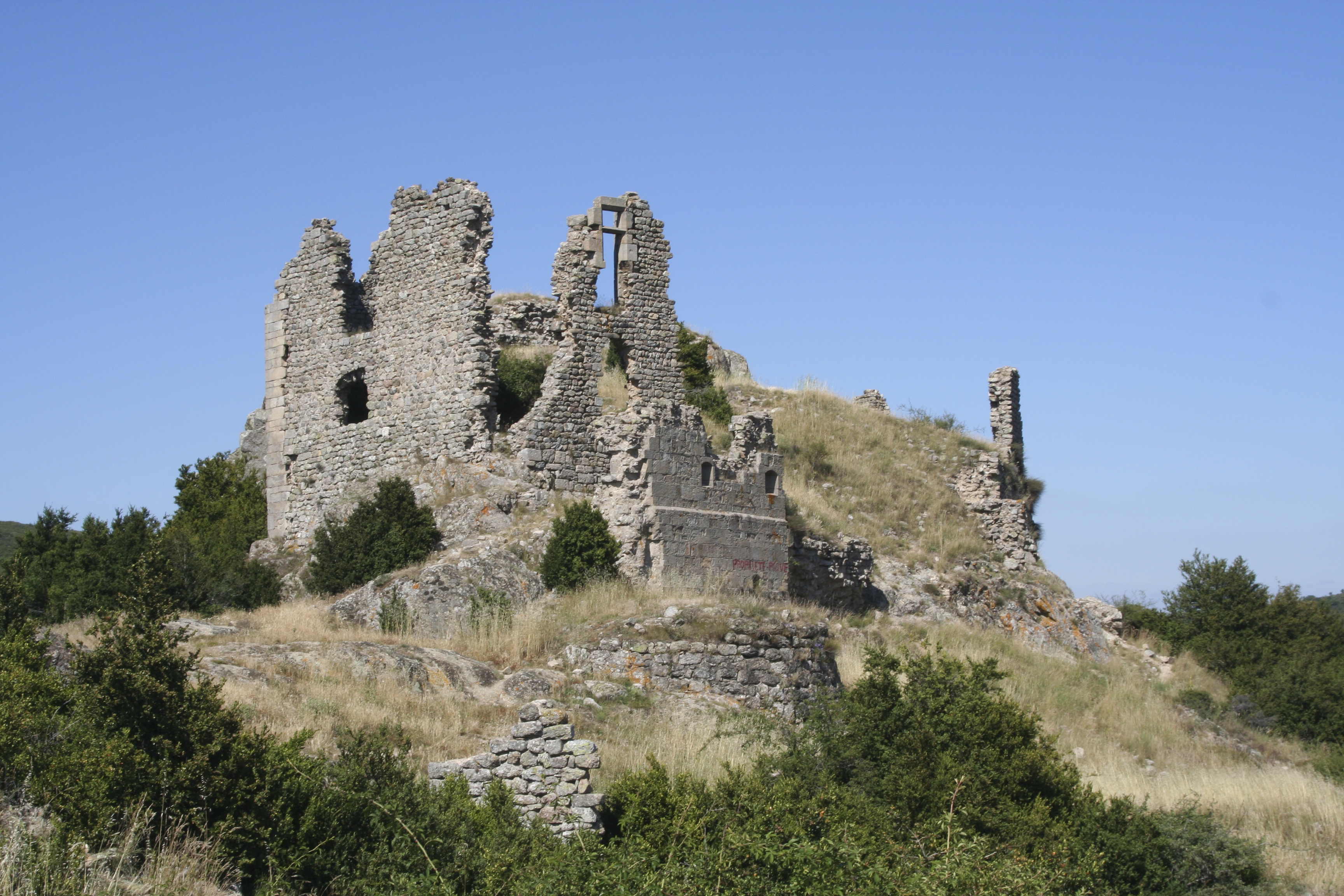